# Jezioro Rańskie
Jezioro Rańskie – jezioro w woj. warmińsko-mazurskim, w powiecie szczycieńskim, w gminie Dźwierzuty.

## Opis
Jezioro wydłużone ze wschodu na zachód, a krańce lekko skręcają ku północy. W północno-wschodniej części znajduje się okrągława zatoka, a w środkowo-wschodniej części leży dość duża, płaska i podmokła wyspa. Ze wschodniego krańca zbiornika wypływa struga do Babięt Wielkich. Struga płynie przez wieś Rańsk i zasila w wodę rozległe stawy rybne znajdujące się we wsi. Północny brzeg i wschodnia część południowego są wysokie i strome, pozostałe płaskie i podmokłe. Jezioro otaczają pola i łąki, miejscami drzewa. Nad jeziorem leżą wsie:
- Kałęczyn na północy
- Rańsk na wschodzie
- Targowska Wólka na północnym zachodzie
- Zalesie na południowym zachodzie.

Niedaleko na południu jest jezioro Arwiny, z którym zbiornik jednak nie ma połączenia - między jeziorami biegnie m.in. droga gruntowa. Jezioro jest oplecione drogami łączącymi ww. wsie, na południu biegnie droga gruntowa. Dojazd do jeziora ze Szczytna drogą wojewódzką nr 600 do Rańska, jezioro przylega to tej wsi od zachodu.
Wędkarsko zaliczane jest do typu sandaczowego. Jezioro jest hydrologicznie otwarte poprzez cieki: wypływa z niego struga do Babięt Wielkich, wpływa struga mająca swój początek w okolicach dawnego PGR Grodziska

## Turystyka
Wokół jeziora mokradła, łąki, pola, nieużytki i kępy drzew. Jezioro jest sandaczowe, choć obecnie dominuje płoć, okoń karp, lin, karaś i węgorz. Jezioro zasługujące na uwagę oraz zainteresowanie turystyczne i przyrodnicze. We wsi Rańsk można wykupić zezwolenie na wędkowania na okolicznych jeziorach.

## Dane morfometryczne
Powierzchnia zwierciadła wody według różnych źródeł wynosi od 272,5 ha do 291,3 ha.
Zwierciadło wody położone jest na wysokości 145,2 m n.p.m. Średnia głębokość jeziora wynosi 3,8 m, natomiast głębokość maksymalna 7,8 m.
W oparciu o badania przeprowadzone w 1990 roku wody jeziora zaliczono do III klasy czystości.
Na jeziorze znajdują się 2 wyspy o łącznej powierzchni 2,4 ha.